# Yorai Lahav-Hertzanu

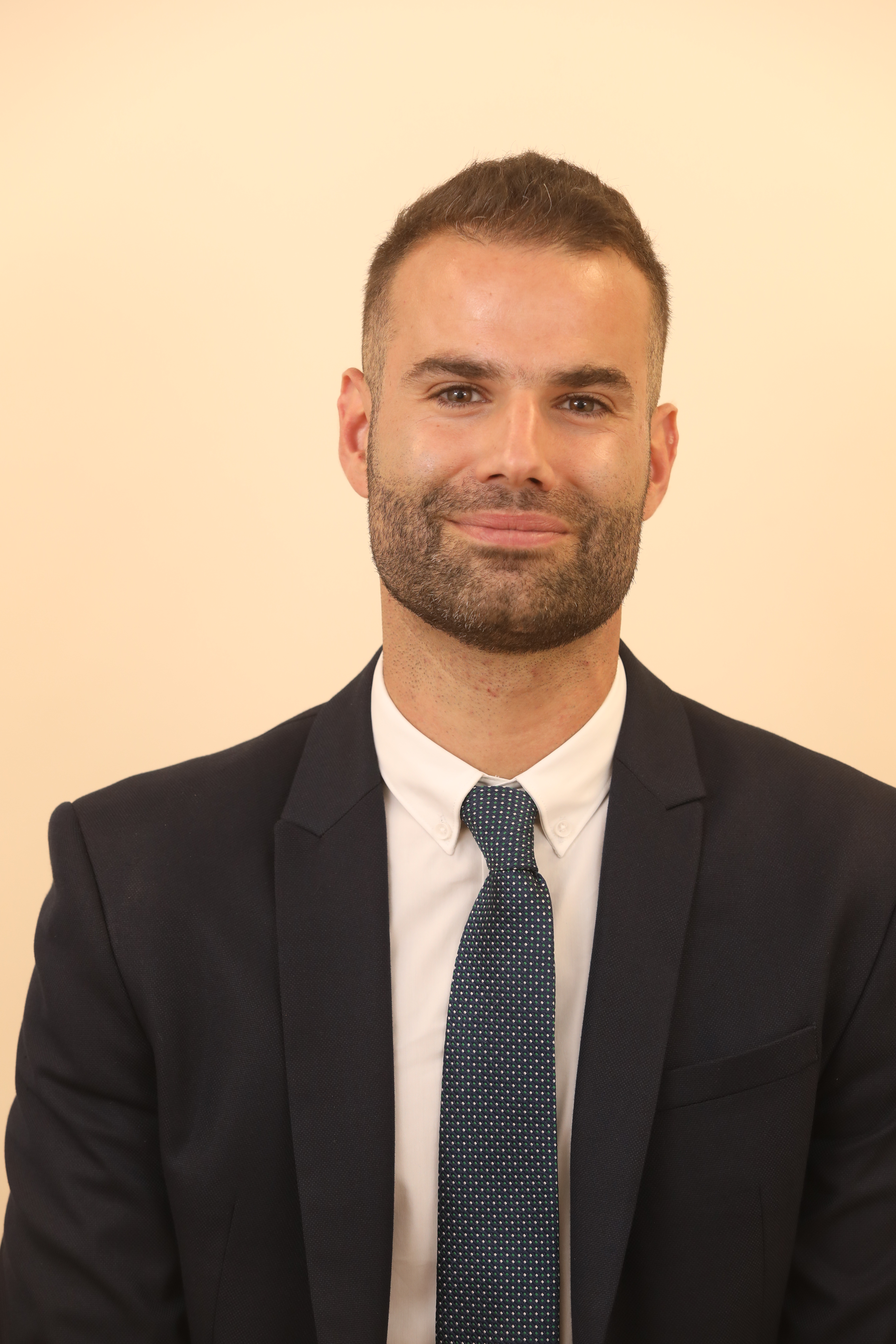
Yorai Lahav-Hertzanu

Yorai Lahav-Hertzanu (hebräisch יוראי להב-הרצנו, * 5. August 1988 in Tel Aviv) ist ein israelischer Politiker und Knesset-Abgeordneter der Partei Jesch Atid.

## Biografie
Lahav-Hertzanu wurde in Tel Aviv geboren und war während seiner Schulzeit, drei Jahre lang Vorsitzender des Studentenrates von Tel Aviv-Jaffa. Er schloss sein Studium an der Universität Tel Aviv mit einem LL.B. und einem B.A. in Geschichte des Nahen Ostens und Afrikas ab. Er erwarb außerdem einen LL.M. in öffentlichem Recht an der Universität Tel Aviv und der Northwestern University. Obwohl er aus gesundheitlichen Gründen vom Nationaldienst befreit wurde, meldete er sich freiwillig zum Dienst bei den israelischen Streitkräften und verbrachte sechs Jahre in der Armee, die letzten beiden Jahre als Teil der IDF-Delegation in Indien, Nepal und Sri Lanka. Später wurde er Blogger für The Times of Israel.
2013 wurde er Mitglied von Jesh Atid und wurde Leiter des Jugendflügels der Partei. Er kandidierte auf der Parteiliste für die Wahl in den Stadtrat von Herzlia. Vor den Knesset-Wahlen 2015 stand er auf der Liste der Partei auf Platz dreizehn, doch sie gewann nur elf Sitze. Er wurde auf der Liste der Partei für die Knesset-Wahlen im April 2019 auf den fünfzehnten Platz vorgerückt, und als die Partei dem Blau-Weiß-Bündnis beitrat, erhielt er den fünfunddreißigsten Platz auf der gemeinsamen Liste. Er wurde in die Knesset gewählt, da das Bündnis 35 Sitze gewann. Obwohl er bei den vorgezogenen Knesset-Wahlen im September 2019 den fünfunddreißigsten Platz auf der Blau-Weißen-Liste behielt, wurde das Bündnis auf 33 Sitze reduziert, was dazu führte, dass Lahav-Hertzanu seinen Sitz verlor. Allerdings trat er im Januar 2020 als Ersatz für Gadi Yevarkan erneut in die Knesset ein. Nachdem er bei den Knesset-Wahlen im März 2020 auf Platz 35 der Parteiliste stand, verlor er seinen Sitz, da die Blau-Weiße-Liste auf 33 Sitze reduziert wurde. Allerdings trat er am 19. Juni 2020 erneut als Nachfolger von Hili Tropper in die Knesset ein, der seinen Sitz nach dem '„norwegischem Gesetz“, eingenommen hatte, nachdem er in ein Kabinettsministerium berufen worden war. Lahav-Hertzanu belegte bei der Knesset-Wahl 2021 den vierten Platz auf der Jesh Atid-Liste und wurde wiedergewählt, da die Partei 17 Sitze gewann.
Lahav-Hertzanu ist schwul und lebt mit seinem Lebenspartner in Herzlia. Er engagiert sich auch in der homosexuellen Bewegung Israels, für soziale Gerechtigkeit und für den Umweltschutz.